# مارسیو لوئیز آدورنس
مارسیو لوئیز آدورنس (به پرتغالی: Márcio Luiz Adurens) هافبک اهل برزیل است که در شهر سانتوس و در تاریخ ۳۱ ژوئیهٔ ۱۹۸۱ به دنیا آمده‌است.
مارسیو لوئیز آدورنس در تیم‌های فوتبال سائوپائولو سابقهٔ حضور دارد.